# The Salted Mine (film 1912)
The Salted Mine è un cortometraggio muto del 1912 diretto e interpretato da Romaine Fielding.

## Produzione
Il film fu prodotto dalla Lubin Manufacturing Company.

## Distribuzione
Distribuito dalla General Film Company, il film - un cortometraggio in una bobina - venne distribuito nelle sale statunitensi l'8 maggio 1912.